# Vocalensemble Darmstadt
Das Vocalensemble Darmstadt wurde 1995 von Andreas Boltz gegründet und bis 2011 künstlerisch geleitet. Seit 2011 hat Jorin Sandau, Regionalkantor in St. Ludwig (Darmstadt), die Leitung übernommen.
Die etwa 40 Sängerinnen und Sänger kommen zwei- bis dreimal im Jahr aus der ganzen Region zu Probenphasen zusammen.

## Repertoire
Neben einem Schwerpunkt auf der A-cappella-Musik des 19. und 20. Jahrhunderts widmete sich der Chor auch großen Werken, wie bislang
- Bach: Johannespassion (1999), Matthäuspassion (2002), Weihnachtsoratorium (2007), Messe h-Moll (2000)
- Brahms: Ein deutsches Requiem (2002)
- Bruckner: Messe e-Moll (2008)
- Charpentier: Messe de Minuit und Te deum (2009)
- Duruflé: Requiem (1996)
- Händel: Israel in Egypt (2005), Belshazzar (2008), Messiah (2014)
- Liszt: Missa Solennis, Via Crucis und 13. Psalm (2011)
- Mendelssohn: Elias (2010)
- Monteverdi: Marienvesper (2003)
- Mozart: Vespern (2006) und Requiem (2013)
- Rossini: Petite Messe solennelle (1995)

## Auftritte
Auftritte in den Domen von Lissabon, Włocławek, Würzburg, Mainz und Worms, der Thomaskirche in Leipzig, den Staatstheatern von Wiesbaden und Darmstadt, beim Bodensee-Musikfestival (2004), Konzertreisen nach Italien (1998), Frankreich (2001), Portugal (2005), Polen (2009) und die Zusammenarbeit mit Orchestern wie dem hr-Sinfonieorchester, der Churpfälzischen Hofcapelle und dem Münchener Barockorchester L’arpa festante geben Zeugnis vom Wirken des Chores.

## CD-Einspielungen
Die CD-Einspielungen Creator Spiritus, Swinging Christmas, Heiligste Nacht und die Produktion der Messe op. 4 von Saint-Saëns für den Motette-Verlag Düsseldorf sowie Aufnahmen für den Hessischen und Bayerischen Rundfunk sowie den Südwestrundfunk haben den Chor auch überregional bekannt gemacht.